# Dondurma

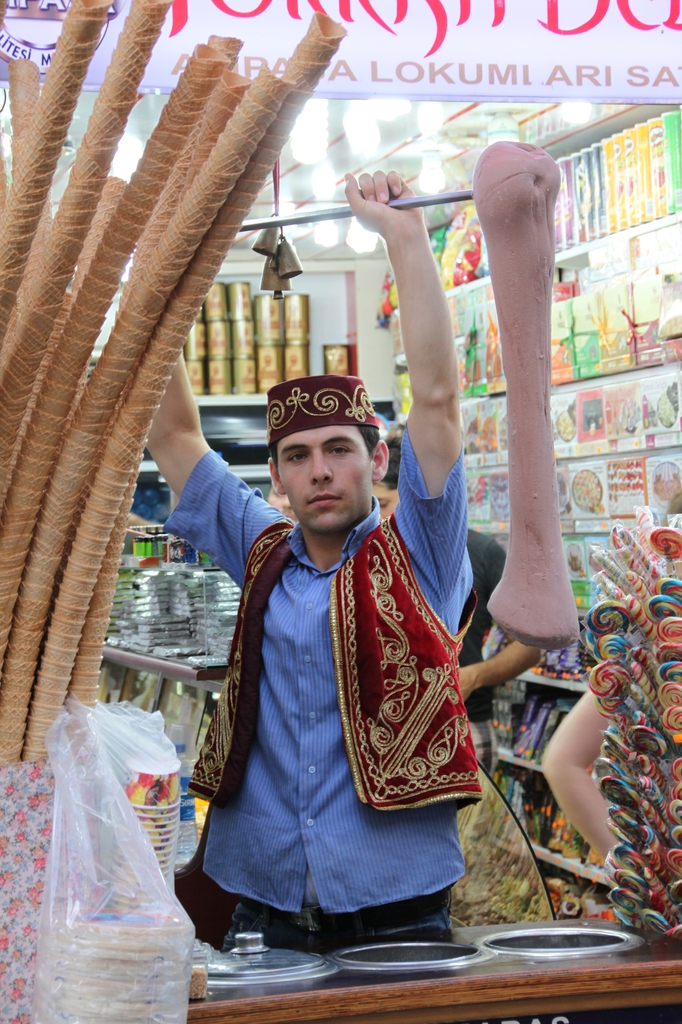
Ein Verkäufer zeigt die elastische Dondurma-Masse

Dondurma (türkisch, wörtlich: „Gefrorenes“/„das Gefrorene“) ist die türkische Bezeichnung für Speiseeis. Die Grundzutaten sind Milch, Mastix, Salep und Zucker. Ursprünglich soll Dondurma aus der Gegend um Kahramanmaraş kommen und ist deshalb auch unter der Bezeichnung „Maraş-Eis“ (türkisch Maraş Dondurması) bekannt.

## Beschreibung
Bei der Herstellung von Dondurma werden die Zutaten zusammen mit Wasser oder Milch zum Kochen gebracht und danach eingefroren. Durch die Zugabe von Salep im Verhältnis von 1:40 – 1:50 zu Milch oder Wasser erhält das Eis eine zähflüssige, klebrige Konsistenz. Dies ist auch der Hauptunterschied zu den anderen in Europa bekannten Eissorten. Ein weiterer Effekt der Zugabe von Salep ist das verzögerte Schmelzen des Eises. Hierdurch ist Dondurma vor allem in den wärmeren Regionen der Türkei beliebt. In der Region um Kahramanmaraş wird ein verhältnismäßig hoher Anteil an Salep verwendet. Hierdurch wird das Eis so zäh, dass es nur mit Löffel und Gabel gegessen werden kann.

## Eiskultur
In der Türkei wird Dondurma meist durch Straßenhändler vertrieben. Das Eis wird von ihnen vor Ort in großen Blechschüsseln angerührt und danach gekühlt. Durch ständiges Umrühren behält die Masse ihre elastische Konsistenz. Der Kauf von Dondurma ist auch Straßenunterhaltung, da die Straßenhändler die Übergabe des Eises zelebrieren und mit Späßen verbinden.
Salep wird aus den Knollen einiger Erdorchideenarten gewonnen. Diese werden mittlerweile innerhalb der EU besonders geschützt und der Handel mit Salep wurde verboten. Dondurma, das mit Salep hergestellt wird, ist deshalb fast ausschließlich in der Türkei zu erwerben. In der EU wird zur Herstellung von Dondurma meist auf Tapiokastärke zurückgegriffen.
Im Jahr 2003 wurde durch Forscher vor den Auswirkungen der steigenden Eisproduktion auf die Orchideenpopulation gewarnt. Einige nur in der Türkei heimischen Orchideenarten waren durch den steigenden Salepbedarf damals vom Aussterben bedroht. Dies führte zu Schutzmaßnahmen innerhalb der Türkei.
In Griechenland ist diese Variante an Speiseeis unter dem Namen Kaimaki (von türk. Kaymak), im Norden auch unter der Bezeichnung Dondourmas, zu finden.